# دیگو مانزونی
دیگو مانزونی (انگلیسی: Diego Manzoni؛ زادهٔ ۴ اوت ۱۹۹۰) بازیکن فوتبال اهل ایتالیا است.
از باشگاه‌هایی که در آن بازی کرده‌است می‌توان به باشگاه فوتبال جنوآ، باشگاه فوتبال یو. اس. پرگولیتزه، و باشگاه فوتبال پارما اشاره کرد.